# 할아버지 할머니
《할아버지 할머니》는 대한민국의 KBS에 1980년대 중반 당시 방송됐던 교양 프로그램이다.

## 기획 의도
어르신 대상으로 건강, 취미 등의 정보를 전달하기 위해, 화목한 가정을 꾸미기 위한 캠페인 등으로 구성한다.

## 방송 시간
- KBS 2TV - 매주 월요일 ~ 금요일 아침 시간대 (1984 ~ 1985년)
- KBS 2TV - 매주 일요일 아침 시간대 (1986년)

## 역대 진행자
- 정미홍

## 같이 보기
- 언제나 청춘